# Землянський повіт
Землянський повіт - адміністративно-територіальна одиниця у складі Воронезької губернії, що існувала в 1727 - 1923 роках . Повітове місто - Землянськ .

## Географія
Повіт розташовувався на північному заході Воронезької губернії, межував з Орловською губернією . Площа повіту становила 1897 року 3 780,7  верст ² (4 303 км²).

## Історія
Землянський повіт як місцевість навколо міста Землянськ був утворений в 1727 у складі Воронезької провінції Воронезької губернії.
У 1779 повіт був офіційно оформлений у складі Воронезького намісництва (з 1796 - Воронезької губернії ).
4 січня 1923 року повіт було скасовано, його територія увійшла до складу Воронезького, Задонського та Нижньодевицького повітів.
В 1928 після скасування губерній і повітів, на колишній території Землянського повіту був утворений Землянський район Воронезького округу Центрально-Чорноземної області  .

## Населення
За даними перепису 1897 в повіті проживало 200 736  людей. У тому числі росіяни – 96,2%, українці – 3,7%. У Землянську проживало 5333 людини.

## Адміністративний поділ
У 1913 році в повіті було 18 волостей  :
| - Архангельська - Велика Поляна, - Биківська - Биково, - Вознесенська — Вознесенське, - Голоснівська - Гола Знову , - Дмитряшевська — Дмитряшівка , - Ендовіщенська — Ендовіще , - Калабінська - Калабіне , - Касторенська — Касторне , - Червоно-Долинська — Червона Долина , | - Леб'яженська — Леб'яче Озеро , - Нижньо-Ведузька — Нижня Ведуга , - Микільська - Микільське, - Оріхівська — Оріхове , - Перлівська — Перлівка , - Різдвяна - Гнилуша, - Старо-Ольшанська — Стара Вільшанка , - Фомино-Негочевська — Фоміна Негочівка, - Хвощеватська (Скляївська) — Хвощеватка . |